# Mohammad Ali Taschiri

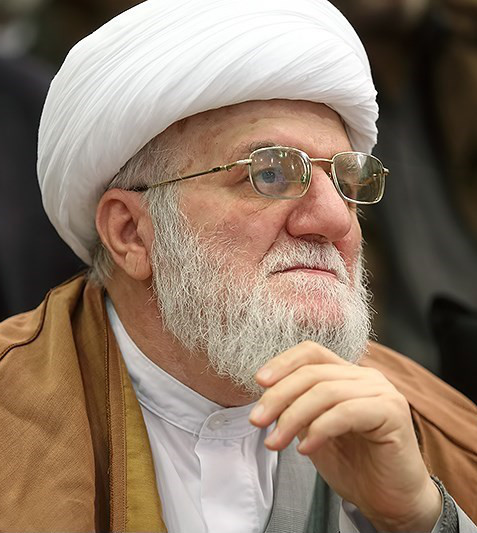
Mohammad Ali Taschiri (2014)

Ajatollah Scheich Mohammad Ali Taschiri (anhörenⓘ persisch محمدعلی تسخیری, DMG Moḥammad-ʿAlī Tasḫīrī; * 19. Oktober 1944 in Nadschaf, Irak; † 18. August 2020 in Teheran) war ein iranischer schiitischer Geistlicher und Politiker. Er galt als einer der reichsten Iraner und war Mitglied der Partei „Vereinigung der kämpfenden Geistlichkeit“.

## Leben
Taschiri war der Sohn des Hodschatoleslam wal-Moslemin Scheich Ali Akbar Taschiri aus der Stadt Māzandarān im Norden des Irak. Mohammad Ali Taschiri studierte Islamisches Recht an der schiitischen Theologischen Hochschulen von Nadschaf, später auch Islamische Literatur und Rechtswissenschaft. Ein Studium der islamischen Theologie und Religion absolvierte er bei den islamischen Gelehrten wie Muhammad Baqir as-Sadr, dem Ajatollah al-Sayyid Muhammad Taqi al-Hakim, dem Ajatollah Scheich Dschawad Tabrizi, dem Ajatollah Scheich Kazem Tabrizi, dem Ajatollah Sadre Badkubi und dem Ajatollah Sheich Modschtaba Lankarani. Er selbst unterrichtete religiöse Fächer und beschäftigte sich mit dem Schreiben von Gedichten unter der Aufsicht bekannter Literaten der arabischen Literatur und Dichter wie Ajatollah Scheich Mohammad Reza Mozaffar, Scheich Abdolmahdi Satre und Scheich Mohammad Amin Zaynoddin. Später trat er als Verfasser zahlreicher Bücher und Artikel über islamische Themen, wie z. B. islamische Ideologie, Fiqh (Rechtswissenschaft), islamische Wirtschaft und islamische Geschichte in Erscheinung.
Taschiri war in den islamischen Bewegungen gegen die im Irak von 1963 bis 2003 herrschende Baath-Partei sehr aktiv und wurde verhaftet und zum Tode verurteilt; er wurde jedoch begnadigt und reiste 1971 in den Iran aus. An der Theologischen Hochschule von Ghom studierte er weiterhin die islamischen Religionsfächer, unter anderem bei Ajatollah Mohammad Reza Golpayegani, Ajatollah Hossein Wahid Chorasani und Ajatollah Mirza Haschem Amoli. Er selbst unterrichtete Religion an Seminaren, arabische Literatur an den wissenschaftlichen Schulen und Universitäten von Ghom.
Nach der Islamischen Revolution 1979 unterstützte er die Gründung der Islamischen Republik Iran als islamischer Staat. Weltweit engagierte er sich für die Ausbreitung der islamischen kulturellen Aktivitäten und religiösen Angelegenheiten sowohl im Iran als auch in Übersee. Seitdem war er unter anderem der Generalsekretär des 1990 von Ali Chamenei, dem Führer des Iran, gegründeten Weltverbandes für die Annäherung der islamischen Denkschulen und von 1999 bis 2007 Berater des Obersten Rechtsgelehrten für muslimische Angelegenheiten.

## Wirken
2006 gehörte Mohammad Ali Taschiri zu den Unterzeichnern eines offenen Briefs islamischer Gelehrter an Papst Benedikt XVI. nach dessen Regensburger Rede.
Er war auch einer der 138 Unterzeichner des offenen Briefes Ein gemeinsames Wort zwischen Uns und Euch (engl. A Common Word Between Us & You), den Persönlichkeiten des Islam am 13. Oktober 2007 an „Führer christlicher Kirchen überall“ (engl. „Leaders of Christian Churches, everywhere …“) sandten. 2019 gehörte er einer staatlichen iranischen Delegation von Religionsgelehrten an, die sich zusammen mit Vertretern des Heiligen Stuhls gegen jegliche Diskriminierung aussprachen sowie für die Religions- und Gewissensfreiheit bei der Behandlung von Menschen.